# كونراد لين
كونراد لين (بالإنجليزية: Conrad Lynn)‏ هو محامي أمريكي، ولد في 4 نوفمبر 1908 في نيوبورت في الولايات المتحدة، وتوفي في 16 نوفمبر 1995 في بومونا في الولايات المتحدة.